# Ford Vulcan (двигатель)
Ford Vulcan — 3,0-литровый шестицилиндровый бензиновый двигатель внутреннего сгорания, разработанный и выпускавшийся компанией Ford Motor Company. Впервые был представлен в 1986 году на Ford Taurus. Двигатель Vulcan V6 устанавливался на различные легковые автомобили, фургоны и пикапы до 2008 года.

## Технические характеристики
Блок цилиндров и его головка изготовлены из чугуна под углом 60° между рядами цилиндров. Двигатель имеет один кулачковый блок и два верхних клапана на цилиндр, приводимых в движение толкателями и коромыслами. Диаметр цилиндра составляет 89 мм, а ход поршня — 80 мм, тогда как рабочий объём — 2986 см3. Применяясь в Taurus, двигатель развивал мощность 104,4 кВт (140 л. с.) при 4800 об/мин и крутящий момент 216,9 Н⋅м при 3000 об/мин. В 1992 году на Tempo двигатель развивал мощность 96,9 кВт (130 л. с.) при 4800 об/мин, а в 2007 году на Taurus — 114,1 кВт (153 л. с.) при 4900 об/мин. Двигатель использовал электронный впрыск топлива.
Также существовала конфигурация Flex-Fuel, которая могла сжигать бензин или E85.
За всё время производства двигатель получал множество внутренних улучшений: роликовые подъёмники (1992), коленвал с пятью противовесами (1995), усиленный блок цилиндров (1995, 2002) и болты с удлинённой головкой (1999). В 1993 году версия Flex-Fuel получила электронную систему зажигания без распределения на основе пакета катушек (EDIS), которую бензиновая версия получила в 1996 году.

## Устанавливался на
- 1986—1997 Ford Aerostar
- 1986—2007 Ford Taurus
- 1986—2005 Mercury Sable
- 1990—1992 Ford Probe
- 1991—2008 Ford Ranger
- 1992—1994 Ford Tempo
- 1992—1994 Mercury Topaz
- 1994—2007 Mazda B3000
- 1995—2000 Ford Windstar

## Галерея
- 2005 Ford Taurus SE с двигателем Vulcan V6
- Vulcan на 1997 Ranger
- Рельефы клапанов отлиты непосредственно в блок
- Подъёмники и толкатели слегка наклонённых клапанов